# Sicista kazbegica
Sicista kazbegica, мишівка казбегська (Sokolov, Baskevich, and Kovalskaya, 1986) — один з 13 видів, що представляють рід Мишівка (Sicista).

## Опис
Вид-двійник Sicista caucasica. Довжина тіла до 6,4 см, слабко двоколірний хвіст довжиною до 9,6 см. В окрасі верх тіла сірувато-бурого кольору, боки жовті, черево сірувате.
Каріотип мінливий — 40-42 хромосоми.
Веде одинокий спосіб життя, активна вночі. Взимку впадає в сплячку. Харчується безхребетними та насінням. Розмножується раз в рік.

## Систематика
Вперше вид був описаний трьома вченими Володимиром Соколовим, Мариною Баскевич та Ю.Ковальською в 1986 році в Грузії, Казбегський район, за 14 км на північний захід від села Кобі, на висоті 2200 м в ущелині Суатісі.

## Поширення
Вид поширений у Великому Кавказі: південна частина Північної Осетії в Росії, Казбегський муніципалітет на півночі Грузії (Shenbrot et al. 1995; Sokolov and Baskevich, 1992; Sokolov et al., 1986b, 1987a).